# Gabriel Chiari
Gabriel Chiari de León (Colón, Panamá; 7 de junio de 1993) es un futbolista panameño que juega como delantero en el San Francisco FC de la Primera División de Panamá.

## Trayectoria

### CD Árabe Unido
Se formó en las categorías inferiores del CD Árabe Unido y su debut profesional fue el 4 de agosto de 2013 en la derrota 0 a 1 contra el CD Plaza Amador en el Estadio Rommel Fernández siendo suplente entrando al minuto 53 por Édgar Bárcenas. En la LPF Apertura 2013 jugó 3 partido, en la LPF Clausura 2014 jugó 6 partidos llegando hasta semifinales, en la LPF Apertura 2014 en donde jugó 6 partidos, salió campeón con el club del Torneo Clausura 2015 en donde jugó 7 partidos, fue bicampeón del Torneo Apertura 2015 en donde jugó 5 partidos, en la Liga de Campeones de la Concacaf 2015-16 estuvo en la banca el club se quedó en la fase de grupos, en la LPF Clausura 2016 jugó 4 partidos llegando hasta semifinales, salió campeón del Torneo Apertura 2016 en donde jugó 3 partidos, en la Liga de Campeones de la Concacaf 2016-17 jugó 1 partido llegando hasta los cuartos de final.

### Sporting San Miguelito
El 1 de enero de 2017 fue anunciado como nuevo jugador del Sporting San Miguelito. Debutó con el club el 14 de enero de 2017 en la derrota 0 a 3 contra el Tauro FC en el Estadio Luis Ernesto Cascarita Tapia siendo suplente entrando al minuto 60 por Adonis Villanueva. En la LPF Clausura 2017 jugó 18 partidos y anotó 2 goles, en la  LPF Apertura 2017 jugó 18 partidos y anotó 3 goles.

### Tauro FC
El 17 de diciembre de 2017 fue anunciado como nuevo jugador del Tauro FC. Debutó con el club el 3 de marzo de 2018 en el empate 3 a 3 contra el CA Independiente en el Estadio Rommel Fernández siendo titular jugando todo el partido, quedó subcampeón de la LPF Clausura 2018 en donde jugó 7 partidos, en la Liga de Campeones de la Concacaf 2018 jugó 3 partidos llegando hasta los cuartos de final, en la Liga Concacaf 2018 jugó 4 partidos llegando hasta semifinales, fue campeón del Torneo Apertura 2018 en donde jugó 7 partidos.

### Sporting San Miguelito
El 1 de enero de 2019 regresó al Sporting San Miguelito. Debutó tras su regreso al club el 3 de febrero de 2019 en la victoria 5 a 2 contra el CD del Este en el Estadio Luis Ernesto Cascarita Tapia siendo titular jugando todo el partido. En el Torneo Clausura 2019 jugó 16 partidos y anotó 3 goles llegando hasta los playoff, en el Torneo Apertura 2019 jugó 16 partidos llegando nuevamente hasta los playoff, en el Torneo Clausura 2020 jugó 2 partidos.

### CD Árabe Unido
El 19 de enero de 2021 fue anunciado su regreso al CD Árabe Unido. Debutó tras su regreso al club el 20 de febrero de 2021 en la victoria 1 a 0 contra el Costa del Este FC en el Estadio Armando Dely Valdés en donde fue titular jugando todo el partido. En el Torneo Apertura 2021 jugó 15 partidos.

### Alianza FC
El 1 de junio de 2021 fue anunciado como nuevo jugador del Alianza FC. Debutó con el club el 8 de agosto de 2021 en la victoria 1 a 2 contra el Sporting SM en el Estadio Javier Cruz siendo titular jugando todo el partido. En el Torneo Clausura 2021 jugó 16 partidos y anotó 1 gol llegando hasta semifinales, salió campeón del Torneo Apertura 2022 en donde jugó 16 partidos y anotó 4 goles. Fue el MVP de dicho Torneo. En la Liga Concacaf 2022 jugó 2 partidos quedándose en los octavos de final, en el Torneo Clausura 2022 15 partidos y anotó 2 goles.

### Portuguesa FC
El 17 de diciembre de 2022 fue anunciado como nuevo jugador del Portuguesa FC, cedido por el Alianza FC. Debutó con el club el 11 de febrero de 2013 en la derrota 0 a 2 contra el Angostura Fútbol Club en el Estadio General José Antonio Páez siendo suplente entrando al minuto 72 por Ronaldo Lucena, en la Primera División de Venezuela 2023 jugó 17 partidos y anotó 2 goles.

### Alianza FC
El 31 de diciembre de 2023 regresó al Alianza FC tras su cesión en el Portuguesa FC. Disputó su primer partido tras su regresó el 20 de enero de 2024 en la victoria 1 a 0 contra el Tauro FC siendo titular jugando hasta el minuto 72.

## Selección nacional
Debutó con la selección absoluta el 7 de agosto de 2014 en la derrota contra 3 a 0 contra Perú en un partido amistoso en el Estadio Nacional de Perú siendo suplente entrando al minuto 80 por Josiel Núñez.

## Clubes
| Club             | País      | Año           |
| ---------------- | --------- | ------------- |
| CD Árabe Unido   | Panamá    | 2013 - 2016   |
| Sporting SM      | Panamá    | 2017          |
| Tauro FC         | Panamá    | 2018          |
| Sporting SM      | Panamá    | 2019 -2020    |
| CD Árabe Unido   | Panamá    | 2021          |
| Alianza FC       | Panamá    | 2021-2022     |
| Portuguesa FC    | Venezuela | 2023          |
| Alianza FC       | Panamá    | 2024          |
| San Francisco FC | Panamá    | 2025-presente |

## Palmarés

### Títulos nacionales
| Título           | Club           | País   | Año    |
| ---------------- | -------------- | ------ | ------ |
| Primera División | CD Árabe Unido | Panamá | 2015-C |
| Primera División | CD Árabe Unido | Panamá | 2015-A |
| Primera División | CD Árabe Unido | Panamá | 2016-A |
| Primera División | Tauro FC       | Panamá | 2018-A |
| Primera División | Alianza FC     | Panamá | 2022-A |